# Hirepalya, Chintamani
Hirepalya là một làng thuộc tehsil Chintamani, huyện Chikkaballapur, bang Karnataka, Ấn Độ.